# 五祖寺（挪步园）风景名胜区
五祖寺（挪步园）风景名胜区是中华人民共和国湖北省黄冈市黄梅县的一处风景区，也是一个类似乡级单位。所在区域由五祖（挪步园）风景区管委会管理。五祖寺、挪步园是黄梅县的两处旅游景点。

## 行政区划
五祖寺（挪步园）风景区管委会下辖三个村级行政区：上鸣水村生活区、老祖村生活区、四祖寺村生活区。